# João Guisan Seixas
João Guisan Seixas (Corunha, 1957), é um actor, director e dramaturgo galego.

## Obras

### Teatro
- Um cenário chamado Frederico, 1985, Cadernos da Escola Dramática Galega.
- Teatro Para Se Comer, 1997, Laiovento.
- A tabúa ocre de núbia ou o significado da vida, 1998, Teatro do Noroeste, Viana do Castelo.

### Narrativa
- Origem certa do farol de Alexandría e outros contos, 1983, Editorial tcd, Madrid.

### Ensaio
- Isto é um livro. Projecto dicionário vivo, 2003, Laiovento.

### Obras colectivas
- Número de patente. Querido Brais. A figueira, 1978, Edicións do Castro.

## Prémios
- Prémio Modesto R. Figueiredo de narração curta no ano de 1977, por Número de patente.
- Vencedor (Gañador) do Prémio Eixo Atlântico de Textos Dramáticos no ano de 1998, por A tábua ocre de Núbia.